# Penyebrangan Cingkam
Penyebrangan Cingkam is een bestuurslaag in het regentschap Aceh Tenggara van de provincie Atjeh, Indonesië. Penyebrangan Cingkam telt 409 inwoners (volkstelling 2010).